# Abalienazione
Nel diritto romano l'abalienazione (lat.: ăbăliēnātiō, abalienatiōnis, f.) è la traslazione del dominio di una res mancipi (forma di proprietà privata) da persona capace di disporre a persona capace di acquistare, riservata quindi ai cittadini romani (quirites).
Secondo Cicerone, l'abalienazione di quanto rientra nella proprietà privata (res mancipi) consiste nella consegna di un bene ad altri, o per obbligazione o per cessione a norma di legge, tra soggetti che possono farlo tra loro in base al diritto (abalienatio est ejus rei, quae mancipi est, aut traditio alteri nexu aut in jure cessio, inter quos ea jure civili fieri possunt).
Nel diritto moderno si parla di "alienazione" o "espropriazione".